# Antocha (Antocha) rectispina
Antocha (Antocha) rectispina is een tweevleugelige uit de familie steltmuggen (Limoniidae). De soort komt voor in het Palearctisch gebied.